# هيئة أولويات الاستخبارات الوطنية
 هيئة أولويات الاستخبارات الوطنية  (بالإنجليزية: National Intelligence Priorities Framework)‏ وتُعرف اختصاراً بـNIPF هي إدارة توجيه أولويات الاستخبارات في مجتمع إستخبارات الولايات المتحدة. تتضمن معلومات سرية مُستخدمة من كبار المخططين داخل مجتمع الإستخبارات مثل رئيس الولايات المتحدة ومدير الاستخبارات الوطنية والتي تُلخص أولويات جمع المعلومات الاستخبارية في الولايات المتحدة.